# Paco Rabanne

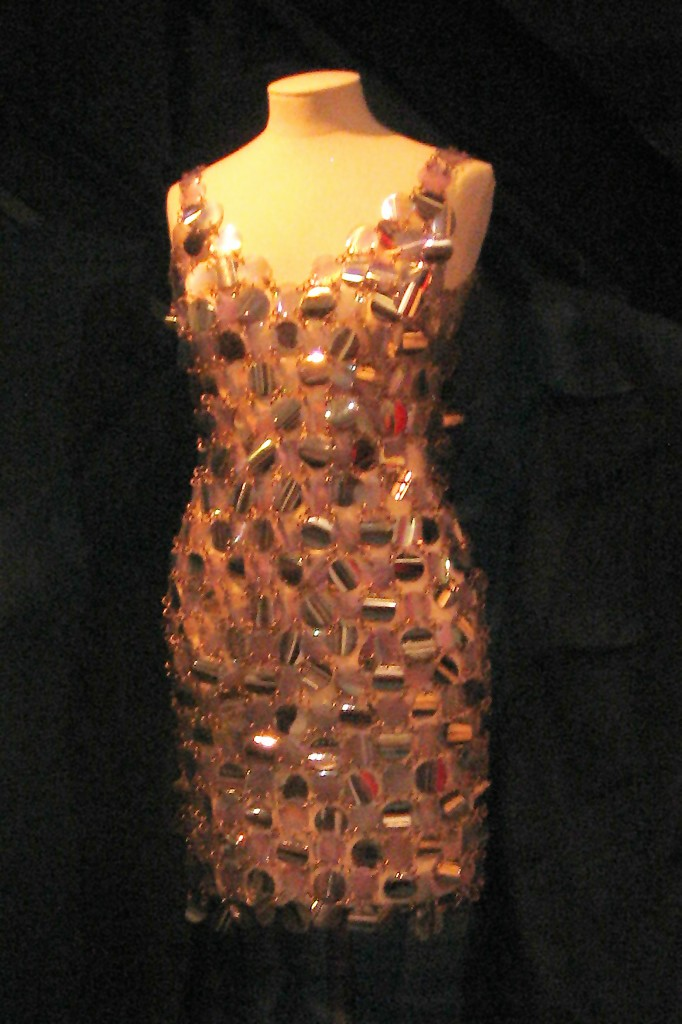
Paco Rabanne-ontwerp 1967

Paco Rabanne, geboren als Francisco Rabaneda y Cuervo (Pasaia, 18 februari 1934 – Portsall (Ploudalmézeau), 3 februari 2023), was een Spaans modeontwerper. Hij is bekend van zijn metallic jurken en was oprichter van het modehuis Paco Rabanne.

## Levensloop
Rabanne was de zoon van een generaal in de Tweede Spaanse Republiek en een coupeuse bij Cristóbal Balenciaga. Zijn vader werd door troepen van Franco geëxecuteerd en zijn moeder vluchtte met de tweejarige jongen van Spanje naar Frankrijk. 
Hoewel hij een opleiding tot architect had gevolgd, werd hij uiteindelijk het enfant terrible van de Franse modewereld in de jaren zestig van de 20e eeuw.
Hij begon zijn carrière met het ontwerpen van sieraden voor Givenchy, Christian Dior en Balenciaga. In 1966 begon hij zijn eigen modehuis. Hij gebruikte onconventionele materialen zoals metaal, papier en plastic voor zijn bizarre en flamboyante ontwerpen. Rabanne werd ook bekend om zijn kledingontwerpen voor films als Barbarella en Two for the Road.
In 1999 nam Rabanne afscheid van de modewereld en ging hij met pensioen.
Rabanne overleed op 88-jarige leeftijd in zijn woonplaats Portsall, een gehucht van Ploudalmézeau.